# 星際大戰：視界
《星際大戰：視界》（英語：Star Wars: Visions）是一部美国與多個國家合拍的動畫選集網路影集，於2021年9月22日在Disney+播出第一輯，第二輯於2023年5月4日播出。

## 集數
| 季度 | 集数 | 集数 | 上線日期      | 上線日期      |
| ---- | ---- | ---- | ------------- | ------------- |
| 1    | 9    | 9    | 2021年9月22日 | 2021年9月22日 |
| 2    | 9    | 9    | 2023年5月4日  | 2023年5月4日  |

### 第一辑（2021年）
| 集數 | 標題 | 譯名         | 導演          | 編劇             | 製作公司        | 上線日期      |
| ---- | ---- | ------------ | ------------- | ---------------- | --------------- | ------------- |
| 1    | （） | 決鬥         | 水野貴信      | 堺三保           | 神風動畫        | 2021年9月22日 |
| 2    | （） | 塔圖因狂想曲 | 木村拓        | 新八角           | Studio Colorido | 2021年9月22日 |
| 3    | （） | 雙胞胎       | 今石洋之      | 若林広海         | TRIGGER         | 2021年9月22日 |
| 4    | （） | 村莊新娘     | 垪和等        | 大西雄仁、垪和等 | Kinema Citrus   | 2021年9月22日 |
| 5    | （） | 第九位絕地   | 神山健治      | 神山健治         | Production I.G  | 2021年9月22日 |
| 6    | （） | T0-B1        | 阿貝爾·岡戈拉 | 木戸雄一郎       | Science SARU    | 2021年9月22日 |
| 7    | （） | 長者         | 大塚雅彥      | 大塚雅彥         | TRIGGER         | 2021年9月22日 |
| 8    | （） | 羅布與蝴蝶   | 五十嵐祐貴    | 早若香           | Geno Studio     | 2021年9月22日 |
| 9    | （） | 赤霧         | 崔恩映        | 木戸雄一郎       | Science SARU    | 2021年9月22日 |

### 第二辑（2023年）
| 集數 | 標題 | 譯名         | 導演                         | 編劇                                                         | 製作公司                 | 上線日期     |
| ---- | ---- | ------------ | ---------------------------- | ------------------------------------------------------------ | ------------------------ | ------------ |
| 10   |      | 西斯         | 罗德里戈·布拉斯              | 罗德里戈·布拉斯                                              | 居里動畫                 | 2023年5月4日 |
| 11   |      | 哀嚎山       | 保罗·杨                      | 威尔·柯林斯、杰森·塔梅马吉                                   | 卡通沙龍                 | 2023年5月4日 |
| 12   | （） | 星辰中       | 加布里埃尔·奥索里奥·巴尔加斯 | 加布里埃尔·奥索里奥·巴尔加斯                                 | 朋克機器人               | 2023年5月4日 |
| 13   |      | 我是你母亲   | 马格达莱娜·奥辛斯卡          | 故事：马格达莱娜·奥辛斯卡 剧本：霍莉·沃尔什、巴伦卡·奥肖内西 | 阿德曼动画               | 2023年5月4日 |
| 14   | （） | 黑暗之头旅程 | 朴亨根                       | 郑世让                                                       | Studio Mir               | 2023年5月4日 |
| 15   | （） | 间谍舞者     | 朱利·安郑                    | 朱利·安郑                                                    | 藏身之地工作室           | 2023年5月4日 |
| 16   | （） | 戈拉克土匪   | 山·舒克拉                    | 山·舒克拉                                                    | 88影片                   | 2023年5月4日 |
| 17   | （） | 深坑         | 勒安德鲁·托马斯、贾斯汀·里奇 | 勒安德鲁·托马斯                                              | D'Art Shtaijo 卢卡斯影业 | 2023年5月4日 |
| 18   |      | 阿乌之歌     | 纳迪亚·戴瑞斯、丹尼尔·克拉克 | 纳迪亚·戴瑞斯、丹尼尔·克拉克                                 | 扳機魚動畫               | 2023年5月4日 |

## 人物
浪人
配音：寺杣昌紀（日本）；布萊恩·泰（美國）
年齡：未知。性別：男性。所屬：無。
第一集的角色，是名隨波逐流的浪人武士。為人正義，路見不平會拔刀相助，身旁有台B5-56機器人相伴。曾經是西斯，但原因不明離開西斯，並四處討伐西斯尊主殺掉他們奪取他們的水晶。

## 製作
2020年12月10日，迪士尼在投資人會議上公布動畫選集網路影集的正式片名為《星際大戰：視界》（Star Wars: Visions）。2021年7月，執行製作人在Anime Expo上釋出前導預告短片。

## 音樂
2021年7月，凯文·彭金為其中一集《村莊的新娘》作曲。

## 發行
影集包括由不同的創作者完成的9集短片，計劃於2021年9月22日在Disney+全部釋出。

## 迴響
根据評論匯總网站爛番茄汇总的35篇评论文章，94%的评论家给予该作正面评价，平均打分为8.40分（满分10分）。《星際大戰：視界》在Metacritic網站上得到「普遍讚譽」，獲得了78/100分（13位影評人）。

## 相關媒體
2021年3月，美國出版商Del Rey Books宣布發行由影集其中一集改編的小說，計劃於2021年10月12日發行。

## 資料來源
1. 星球大战. . 2021-08-18  [2021-08-19] –新浪微博 （中文（中国大陆））.
2. 《星球大戰：幻境》預告. Star Wars於Facebook. 2021-11-11 [2021-11-09] （繁體中文）.
3. 1 2 3  . StarWars.com. 2021-07-03  [2021-07-03]. （原始内容存档于2021-07-03） （美国英语）.
4. 1 2  . Disney.co.jp. 2021-07-04  [2021-07-04]. （原始内容存档于2021-10-24） （日语）.
5. ↑  Star Wars. . 2021-07-03  [2021-07-03]. （原始内容存档于2021-12-20） –YouTube （美国英语）.
6. ↑  Collura, Scott. . IGN.com. 2020-12-10  [2021-03-28]. （原始内容存档于2020-12-11） （美国英语）.
7. ↑  . Variety Insight.   [2021-03-28]. （原始内容存档于2021-03-28） （美国英语）.
8. ↑  . StarWars.com.   [2021-06-16]. （原始内容存档于2021-06-29） （美国英语）.
9. ↑  Penkin, Kevin [@kevinpenkin].  (推文). 2021-07-03  [2021-07-03]. （原始内容存档于July 3, 202） –Twitter （美国英语）.
10. ↑  . Rotten Tomatoes. Fandango Media.   [2021-09-26] （美国英语）.
11. ↑  . Metacritic. Red Ventures.   [2021-09-25] （美国英语）.
12. ↑  Dwilson, Stephanie Dube. . Heavy.com. 2021-03-24  [2021-05-03]. （原始内容存档于2021-05-05） （美国英语）.

## 外部連結
- 豆瓣电影上《星際大戰：視界》的資料 （简体中文）